# メアリー・オブライエン (第3代オークニー女伯爵)
第3代オークニー女伯爵メアリー・オブライエン（英語: Mary O'Brien, 3rd Countess of Orkney、1721年頃 – 1791年5月10日）は、スコットランド貴族。

## 生涯
第2代オークニー女伯爵アン・オブライエンと第4代インチクィン伯爵ウィリアム・オブライエンの娘として、1721年頃に生まれた。生まれつき聾唖であった。
1753年3月5日、マーロウ・オブライエン（1726年 – 1808年、後にインチクィン伯爵を継承、トモンド侯爵に叙爵）と結婚、1女を儲けた。
- メアリー（1755年 – 1831年） - 第4代オークニー女伯爵

1756年12月7日に母が死去すると、オークニー女伯爵の爵位を継承した。
1791年5月10日に死去、タップロウで埋葬された。一人娘メアリーが爵位を継承した。